# 그 시절, 우리가 좋아했던 소녀
《그 시절, 우리가 좋아했던 소녀》(중국어: 那些年，我們一起追的女孩, 영어: You Are the Apple of My Eye)는 2011년에 개봉한 대만의 로맨스 멜로 영화이다.

## 줄거리
영원히 내 눈 속의 사과 같은 너..
그 때 너도 날 좋아했을까?
이제 막 17살이 된 나, 커징텅(가진동)은 시도 때도 없이 서 있는 ‘발기’ 쉬보춘과 어떤 이야기건 꼭 등장하는 ‘뚱보’ 아허, 세상에서 자신이 가장 잘 생겼다고 생각하는 ‘머저리’ 라오차오, 재미 없는 유머로 여자들을 꼬시려는 ‘사타구니’ 랴오잉홍이라는 친구들이 있다. 고등학교에서도 같은 반이 된 친구들과의 유일한 공통점은 최고의 모범생 션자이(진연희)를 좋아한다는 것! 어느 날, 커징텅은 여느 때처럼 교실에서 사고를 친 덕분에 션자이에게 특별 감시를 받게 되고 이를 계기로 모범생과 문제아 사이 백 만년만큼의 거리가 점점 좁혀지는 듯 했다. 하지만 마음과 달리 잘해보려는 일도 자꾸만 어긋나고, 커징텅과는 달리 친구들은 션자이의 사랑을 얻기 위해 아낌없이 표현하고 경쟁한다. 게다가 애써 한 고백에 션자이는 대답하지 않는다. 그리고 15년 후 다시 만난 션자이는…
32살의 내가 17살 나에게 보내는 고백, 그 시절 너는 반짝반짝 빛이 났었다!

## 출연배우
- 커전둥 - 커징텅 역
- 진연희 - 션자이 역
- 오견 - 차오 궈셩 역
- 학소문 - 시에 밍허 역
- 채창헌 - 랴오 잉홍 역
- 허우옌시 - 쉬 보춘 역
- 만만 - 완완 역

## OST
발매일 : 2012.08.14

유통사 : Sony Music
1. The Blue Stains On The Uniform (ZHI FU SHANG DE LAN DIAN) (00:38)
2. Never Turn Back (YONG YUAN BU HUI TOU) (04:13)
3. Jerk Off (DA SHOU QIANG) (01:02)
4. The Girl`s Ponytail (NU HAI DE MA WEI) (01:11)
5. The Last Splash (ZUI HOU DE LANG HUA) (01:39)
6. Your Own Wings (GE ZI DE CHI BANG) (01:42)
7. Childish (HAI ZI QI) (04:13)
8. A Combat In Tribute To You (XIAN GEI NI DE GE DOU SAI) (02:16)
9. Idiot (BEN DAN) (01:34)
10. Lonesome Caffeine (JI MO DE KA FEI YIN) (04:39)
11. Youth Without You (MEI YOU NI DE QING CHUN) (01:24)
12. Finding You In A Sea Of People (REN HAI ZHONG YU JIAN NI) (03:52)
13. Those Bygone Years (NA XIE NIAN) - 후샤(胡夏) (06:11)
14. Reminiscence (HUI YI) (01:32)